# فرودگاه شهری شهرستان گرینویل–گرین
فرودگاه شهری گرینویل-گرین کانتی (به انگلیسی: Greeneville-Greene County Municipal Airport) یک فرودگاه همگانی بهره‌برداری هوایی با کد یاتا GCY است که یک باند فرود آسفالت دارد و طول باند آن ۱۹۲۱ متر است. این فرودگاه در کشور ایالات متحده آمریکا قرار دارد و در ارتفاع ۴۹۰ متری از سطح دریا واقع شده‌است.